# Cyrtodactylus phongnhakebangensis
Cyrtodactylus phongnhakebangensis (vietnamesiska: Thằn lằn Phong Nha-Kẻ Bàng) är geckoart som enbart förekommer i Phong Nha-Ke Bang nationalpark, i Vietnam. Den lever i kalkstensmiljö och är insektsätare. Arten upptäcktes och beskrevs 2002 av en grupp på tre forskare från Tyskland och en forskare från Vietnam.